# Victor Zalgaller
Victor (Viktor) Abramovich Zalgaller (em hebraico:  ויקטור אבּרמוביץ' זלגלר; em russo:  Виктор Абрамович Залгаллер; Parfino, 25 de dezembro de 1920 – Israel, 2 de outubro de 2020) foi um matemático russo.
Suas principais áreas de trabalho foram geometria e otimização. Foi mais conhecido por seus resultados em poliedros convexos, programação linear e dinâmica, isoperimetria e geometria diferencial.
Zalgaller iniciou sua investigações sob a orientação de Aleksandr Danilovich Aleksandrov e Leonid Kantorovich, escrevendo monografias conjuntas com ambos. Sua última monografia, Geometric Inequalities (com Yuri Burago) é ainda a mais balizada referências sobre o assunto.
Zalgaller morou em São Petersburgo durante a maior parte de sua vida, tendo estudado a trabalhado na Universidade Estatal de São Petersburgo e no Instituto de Matemática Steklov de São Petersburgo. Em 1999 imigrou para Israel.